# Final da Taça dos Clubes Campeões Europeus de 1972-73
A Final da Taça dos Clubes Campeões Europeus de 1972-73 foi um jogo de futebol no Estádio Estrela Vermelha, em Belgrado, em 30 de maio de 1973, no qual o Ajax da Holanda derrotou a Juventus da Itália por 1 a 0. 
Um gol de Johnny Rep aos cinco minutos do jogo foi suficiente para o Ajax ganhar sua terceira Liga dos Campeões consecutiva. Esta vitória significou que o Ajax ganhou o privilégio de manter o troféu permanentemente. A Juventus, no entanto, se vingou 23 anos depois, batendo o Ajax na final de 1996 em Roma.

## Chegando a Final
| Ajax              | Ajax      | Ajax      | Ajax      | Fase             | Juventus               | Juventus | Juventus | Juventus |
| ----------------- | --------- | --------- | --------- | ---------------- | ---------------------- | -------- | -------- | -------- |
| Oponente          | Total     | 1º jogo   | 2º jogo   |                  | Oponente               | Total    | 1º jogo  | 2º jogo  |
| Não jogou         | Não jogou | Não jogou | Não jogou | Primeira fase    | Olympique de Marseille | 3–1      | 0–1 (F)  | 3–0 (C)  |
| CSKA Sofia        | 6–1       | 3–1 (F)   | 3–0 (C)   | Segunda fase     | Magdeburg              | 2–0      | 1–0 (C)  | 1–0 (F)  |
| Bayern de Munique | 5–2       | 4–0 (C)   | 1–2 (F)   | Quartas de final | Újpesti Dózsa          | 2–2 (a)  | 0–0 (C)  | 2–2 (F)  |
| Real Madrid       | 3–1       | 2–1 (C)   | 1–0 (F)   | Semifinal        | Derby County           | 3–1      | 3–1 (C)  | 0–0 (F)  |

## O Jogo
| 30 de Maio de 1973 | Ajax   | 1 – 0 | Juventus | Stadion Crvena Zvezda, Belgrado             |
|                    | Rep 5' |       |          | Público: 89,484 Árbitro: Milivoje Gugulović |

| Ajax | Juventus |

| GK            | 1  | Heinz Stuy        |
| RB            | 3  | Wim Suurbier      |
| CB            | 13 | Barry Hulshoff    |
| CB            | 12 | Horst Blankenburg |
| LB            | 5  | Ruud Krol         |
| CM            | 15 | Arie Haan         |
| CM            | 7  | Johan Neeskens    |
| CM            | 9  | Gerrie Mühren     |
| RW            | 16 | Johnny Rep        |
| CF            | 14 | Johan Cruyff (c)  |
| LW            | 11 | Piet Keizer       |
| Manager:      |    |                   |
| Stefan Kovacs |    |                   |

| GK               | 1  | Dino Zoff            |     |     |
| LB               | 2  | Gianpietro Marchetti |     |     |
| RB               | 3  | Silvio Longobucco    |     |     |
| CM               | 4  | Giuseppe Furino      | 66' |     |
| CB               | 5  | Francesco Morini     |     |     |
| SW               | 6  | Sandro Salvadore (c) |     |     |
| RF               | 7  | José Altafini        |     |     |
| RM               | 8  | Franco Causio        |     | 57' |
| CF               | 9  | Pietro Anastasi      |     |     |
| LM               | 10 | Fabio Capello        |     |     |
| LF               | 11 | Roberto Bettega      |     | 49' |
| Substitutes:     |    |                      |     |     |
| MF               | 15 | Helmut Haller        |     | 49' |
| MF               | 14 | Antonello Cuccureddu |     | 57' |
| Manager:         |    |                      |     |     |
| Čestmír Vycpálek |    |                      |     |     |